# Ivolginskij Datsan
Ivolginskij Datsan (ryska: Иволгинский Дацан) är ett buddhistiskt tempel (de här templen heter oftast дацан datsan på ryska). Det ligger i Burjatien i Ryssland. 1945 fick en grupp burjatiska munkar lov att bygga ett tempel i närheten av byn Verhnjaja Ivolga. Den ligger 25 kilometer sydväst om Ulan-Ude, Burjatiens huvudstad. I början var templet ett trähus. Den första ledaren i templet var Rintjin Zjamjanov (1946–1950).
En av templets mest kända invånare är lama Dasji-Dorzjo Itigilov vars mumie har förvarats i Ivolginskij Datsan sedan 2002.
Huvudbyggnaden blev färdig i november 1976.
Dalai Lama besökte Ivolginskij Datsan i 1982.

## Templet idag
Idag är templet en del av Rysslands kulturarv i Burjatien. 
Vid templet finns det också en hotell och ett museum. Templet är ett viktigt turistmål i området.
Sedan 2011 är templets ledare Ajur Tsyrendylykov.

## Galleri

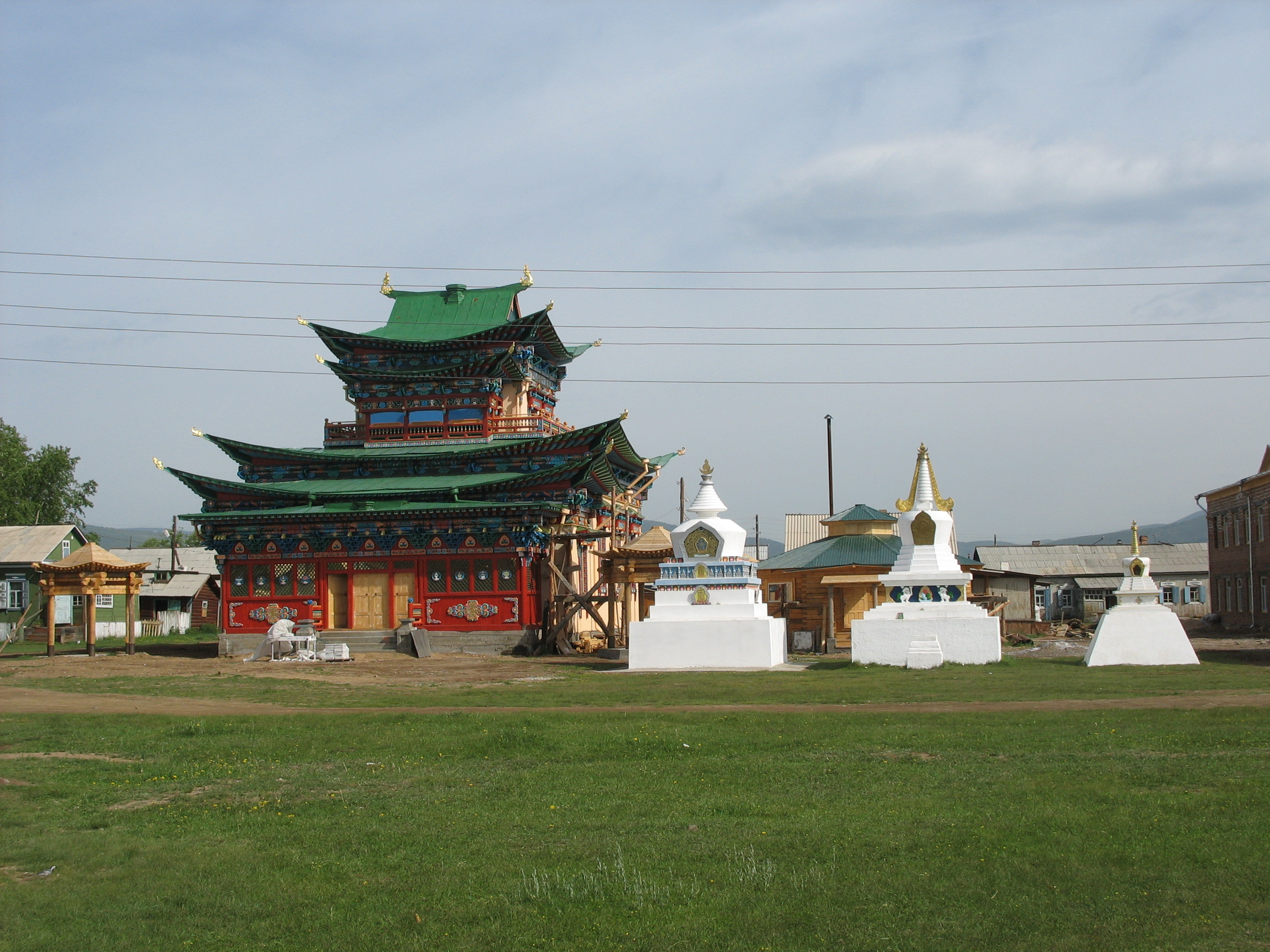
Stupor
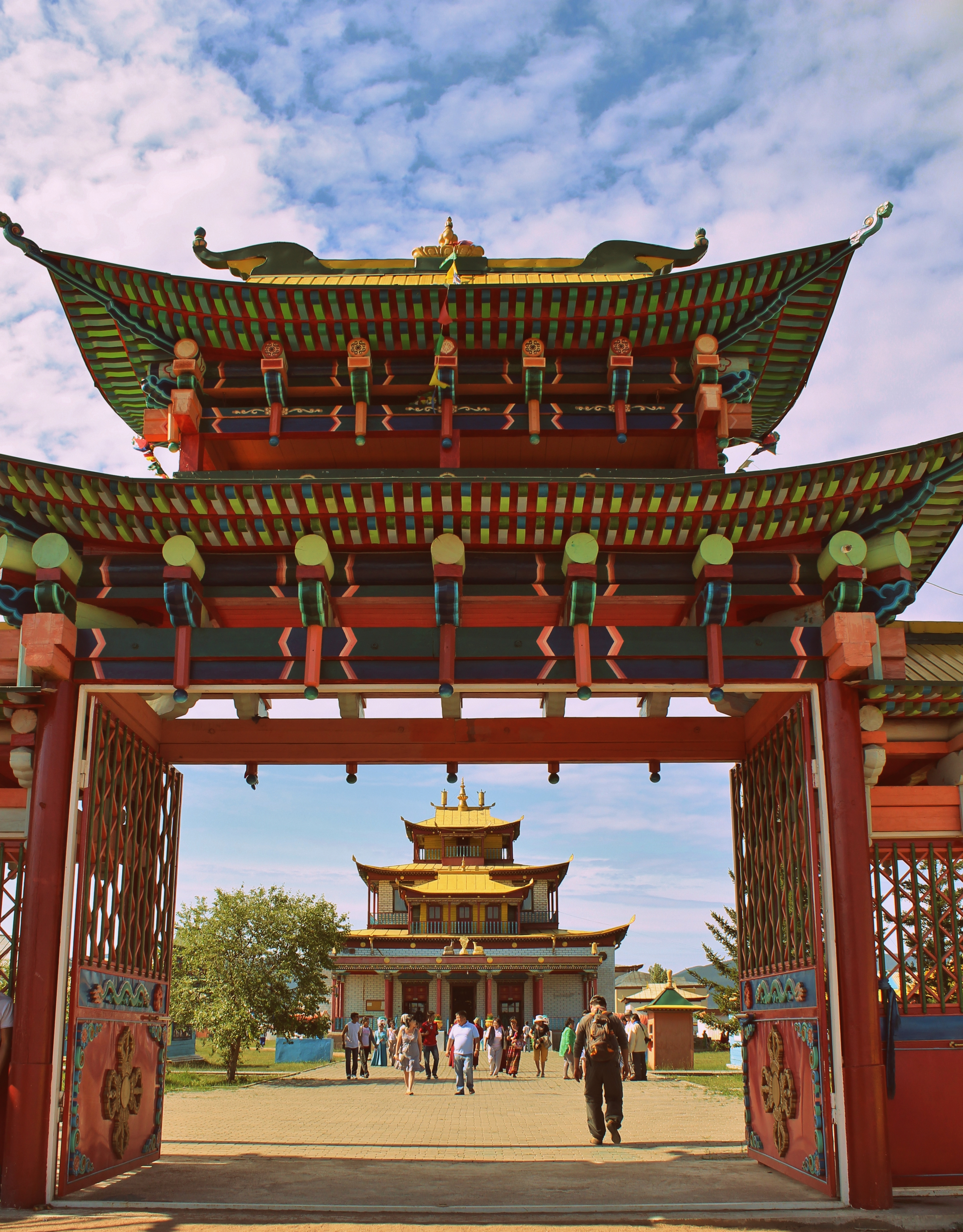
Huvudporten till templet
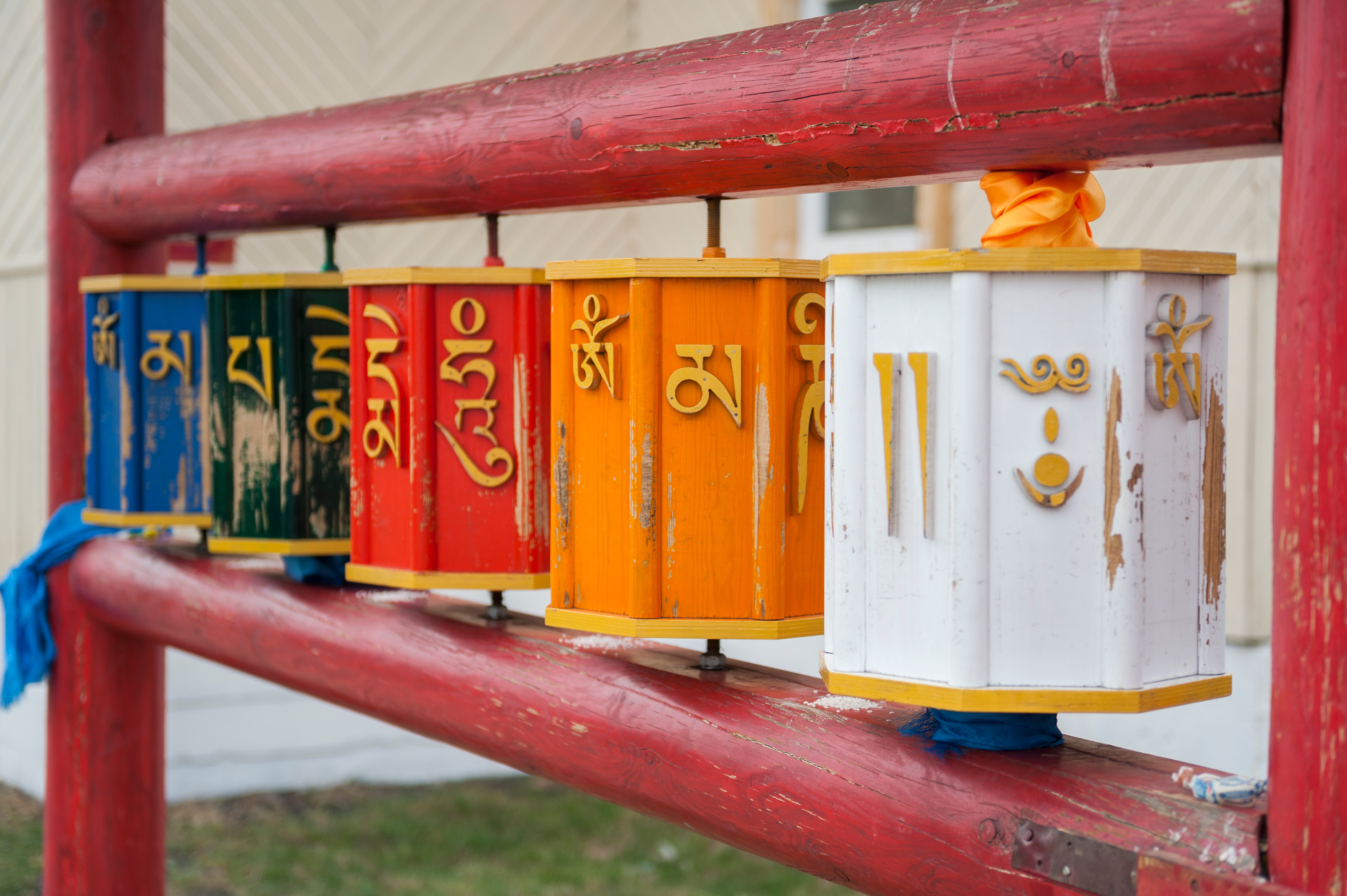
Bönehjul
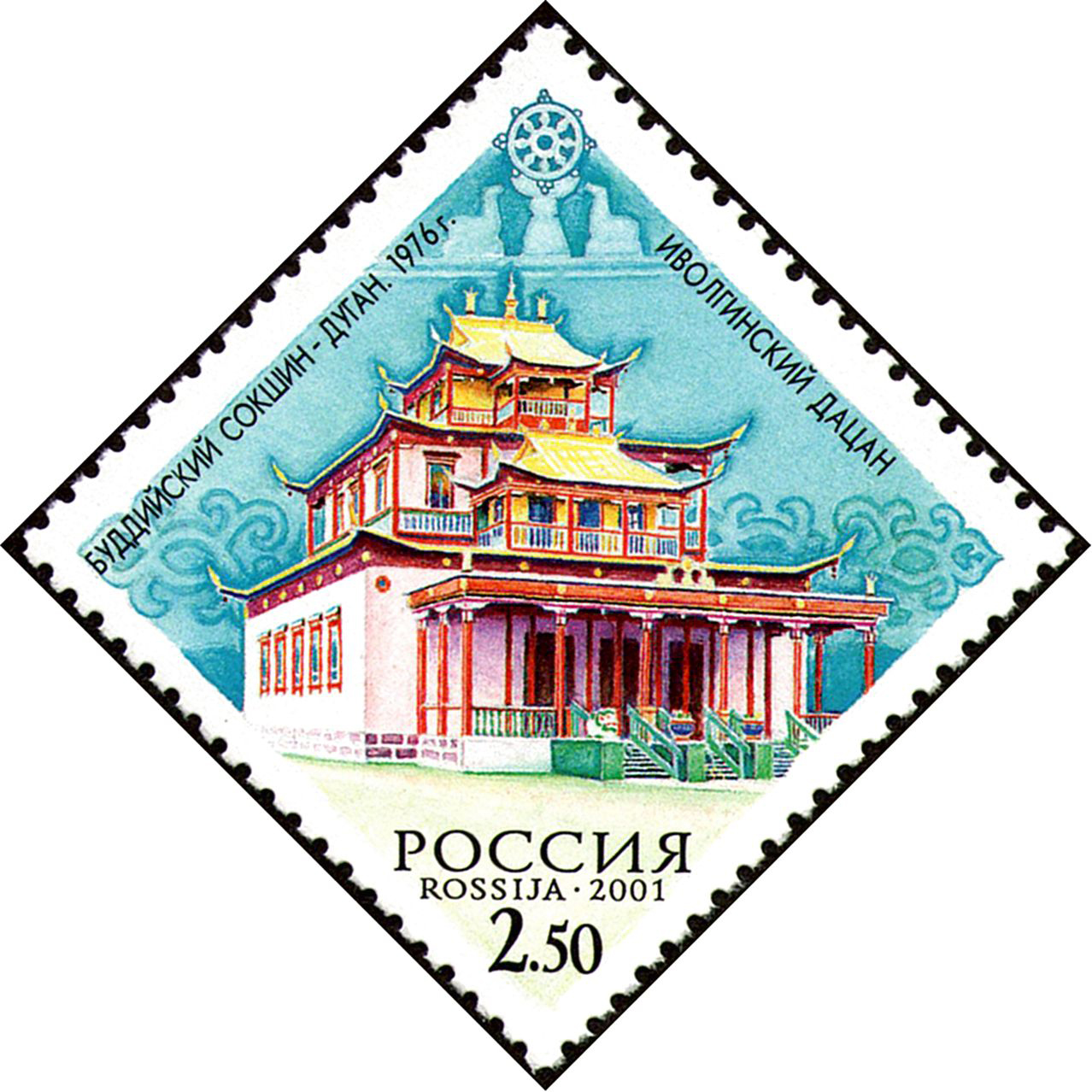
Ivolginskij Datsan på ett ryskt frimärke 2001.
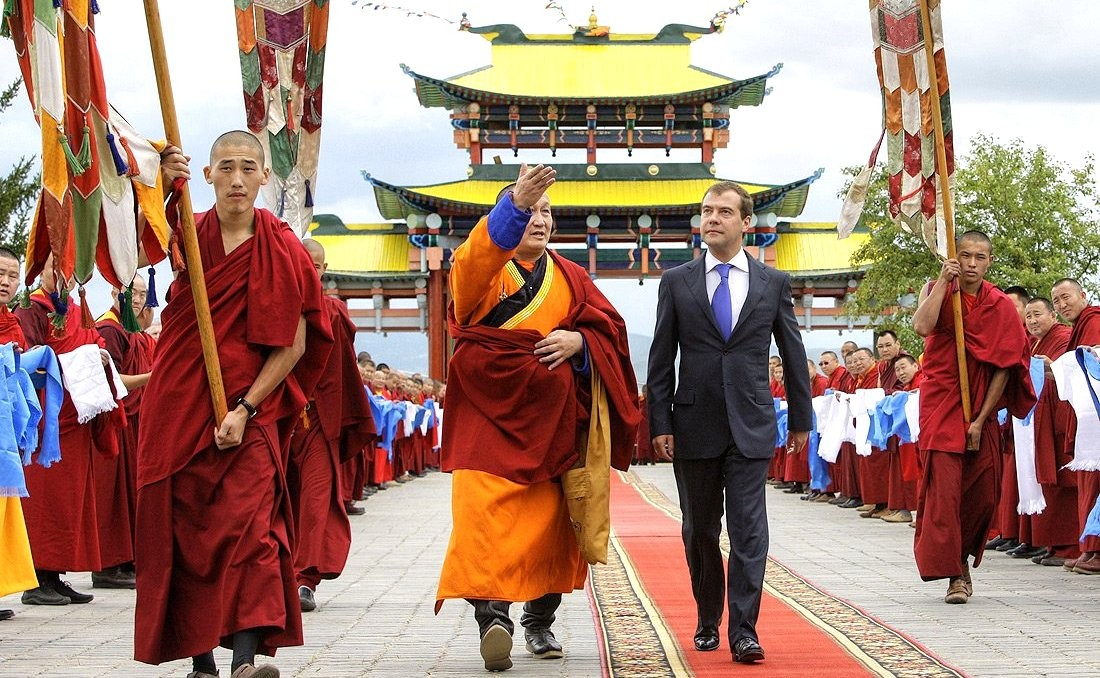
Dmitrij Medvedev besöker templet 2009.